# Keine Macht den Doofen. Eine Streitschrift.
Keine Macht den Doofen. Eine Streitschrift ist eine im Jahre 2012 erschienene Streitschrift des deutschen Philosophen und Publizisten Michael Schmidt-Salomon und bildet zusammen mit Hoffnung Mensch. Eine bessere Welt ist möglich einen Zweiteiler. Der Autor bemängelt darin die – von ihm unterstellte – Unfähigkeit von Politikern, Ökonomen und Religionsführern.

## Vorgeschichte
2009 befasste sich Schmidt-Salomon in dem polemischen Kommentar Die wundersame Welt der Religioten mit dem Film Religulous.
Der Titel des Films ist eine Verballhornung der englischen Wörter religious („religiös“) und ridiculous („lächerlich“). Da Schmidt-Salomon ein neuer Begriff für religiöse Fanatiker zur Differenzierung „gegenüber all jenen religiösen Menschen, die auch in Glaubensdingen noch bei Verstand sind“ zusagte, führte er hierfür in die deutsche Sprache den Neologismus der „Religiotie“ ein. Er definierte die „Religiotie“ wie folgt: „Unter ‚Religiotie‘ (Kurzform für ‚religiöse Idiotie‘) verstehe ich eine spezielle Form der geistigen Behinderung, die durch intensive Glaubensindoktrination vornehmlich im Kindesalter ausgelöst wird und die zu deutlich unterdurchschnittlichen kognitiven Leistungen sowie spezifischen Einschränkungen des affektiven Verhaltens führt, sobald es um glaubensrelevante Sachverhalte geht [...] So wie wir - beispielsweise beim autistischen Syndrom - ‚Inselbegabungen‘ feststellen können, gibt es allem Anschein nach auch ‚Inselverarmungen‘. Religiotie sollte deshalb vornehmlich als ‚partielle Entwicklungsstörung‘ verstanden werden [...]“
Bereits in seinem 2010 vom humanistischen Pressedienst veröffentlichten Kommentar Wie blind sind unsere Politiker eigentlich? wandte sich der Autor gegen die unhinterfragte Verwendung der Termini „Jude“, „Christ“ und „Muslim“, in diesem Fall am konkreten Beispiel des damaligen Bundespräsidenten Christian Wulff. So führte er an, dass die weltweite Mehrheit innerhalb der jüdischen Gemeinde säkular lebe. Gleiches gelte für die Christenheit Deutschlands, wie auch die Muslime der Bundesrepublik.
Generell unterstellte er der gesamten „Politikerkaste“ eine „katastrophale Unbildung“. So schreibt Schmidt-Salomon auch: „Von Christian Wulff [...] darf man wohl nicht mehr erwarten. Aber kann es denn wirklich sein, dass die deutsche Politik fast ausschließlich von Leuten bestimmt wird, die ideologisch so verblendet oder wissenschaftlich-philosophisch so ungebildet sind, dass sie einfachste historisch-politische Zusammenhänge nicht begreifen?“

## Inhalt
Wie im 2009 erschienenen Vorgänger Jenseits von Gut und Böse übt Schmidt-Salomon Kritik an gängigen Begriffen. Den Menschen, allgemein als Homo sapiens („weiser Mensch“) bezeichnet, nennt er polemisch in Homo demens („wahnsinniger/dummer Mensch“) um. „Schwarmintelligenz“, wie der Autor sie Ameisen zuspricht, spricht er den Vertretern von homo demens ab. Stattdessen attestiert Schmidt-Salomon dem Großteil der Menschheit „Schwarmdummheit“.
Die Dummheit, die er so vielen Menschen unterstellt, umschreibt er mit dem Wort „Hirnwurm“.
Auch führt der Autor die Neologismen: „Religiot(en)“, „Ökonomiot(en)“, „Politiot(en)“, „Ökologiot(en)“ ein, um fähige Politiker, Ökologen etc. (als Vertreter des Homo sapiens) von solchen, die unfähig sind (als Vertreter des homo demens) abzugrenzen.
Schmidt-Salomon, auch wenn er in der Streitschrift von einer „wundersamen Welt der Religioten“ spricht, wollte mit dem Buch die diversen Facetten des evolutionären Humanismus hervorkehren.
Im letzten Kapitel der Streitschrift wird Hessels Empört euch! umgedichtet zu Entblödet euch!
Als Tenor von Keine Macht den Doofen bleibt „Wir sind nicht zu böse, sondern zu blöde, um gerechtere Verhältnisse zu schaffen“. Positiv bewertet Schmidt-Salomon zeitgenössische Phänomene wie Attac, Occupy Wall Street oder Versuche der Kreislaufwirtschaft.
In dem nachfolgenden Werk Hoffnung Mensch versucht Schmidt-Salomon an den polemischen Ton des Vorgängers humanistisch anzuknüpfen und ein „Gegenbuch“ für Homo sapiens zu schreiben.

## Ausgabe(n)
- Michael Schmidt-Salomon: Keine Macht den Doofen. Eine Streitschrift. Piper 7494, München / Zürich 2012, ISBN 978-3-492-27494-4.